# Cá nhiều vây đốm
Cá nhiều vây đốm (tên khoa học Polypterus weeksii) là một loài cá trong họ Polypteridae, nó được tìm thấy trong lưu vực trung tâm của sông Congo. Nó phát triển đến khoảng 54 cm chiều dài từ đầu đến đuôi.